# La Petite Chocolatière (pièce de théâtre)
Pour les articles homonymes, voir La Petite Chocolatière.
La Petite Chocolatière est une comédie en quatre actes de Paul Gavault, écrite en 1909.

## Création
La première représentation de La Petite Chocolatière s'est déroulée sur la scène d'un des principaux théâtres des Grands Boulevards parisien, le théâtre de la Renaissance, le 23 octobre 1909.

## Résumé
L'histoire évoque les démêlés sentimentaux de la fille et héritière du célèbre et richissime chocolatier Lapistole. Au début de la pièce, elle est promise au mariage avec l'austère Hector de Pavesac.
À la suite d'un concours de circonstances (un pneu de sa voiture crève devant une maison isolée dans la campagne), la jeune fille rentre dans l'existence d'un gentil bureaucrate du ministère de la Mutualité, alors « en villégiature », Paul Normand, et provoque bien des perturbations en raison de son comportement autoritaire et fantasque,.

## Personnages

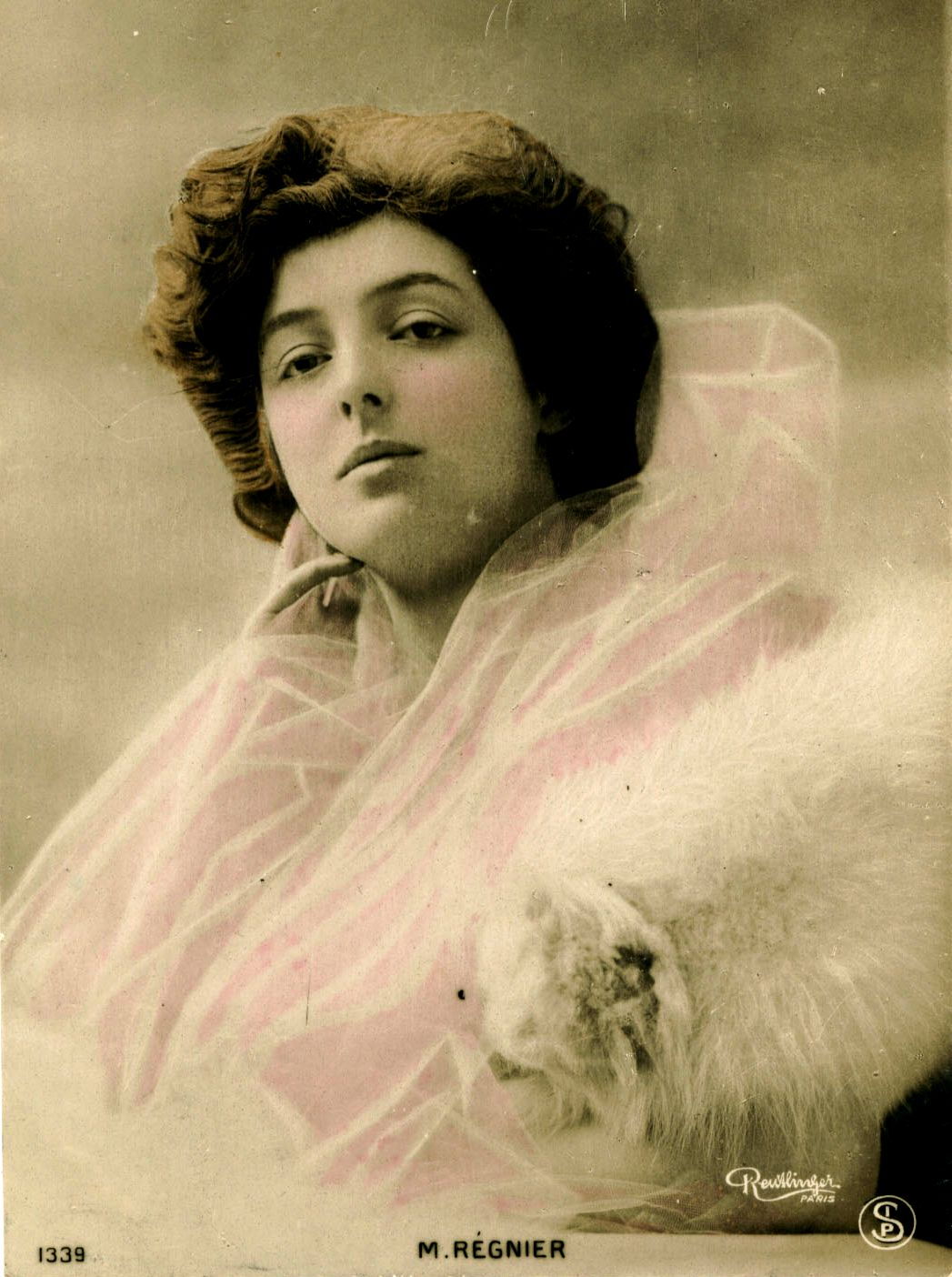
La comédienne Marthe Régnier est la première interprète de La Petite Chocolatière

Voici, ci-dessous la liste des personnages et des interprètes présents lors de la création de la pièce de théâtre :
- Benjamine Lapistolle (la petite chocolatière) : Marthe Régnier
- Paul Normand : Victor Boucher
- Félicien Bédarride : Gaston Dubosc
- Hector de Pavezac : Pierre Juvenet
- M. Lapistolle (père de Benjamine) : André Dubosc
- Mingassol : Bullier
- Monsieur Toupet : Berthier
- Rosette : Jane Sabrier
- Julie : Catherine Fonteney

## Accueil et critiques
Cette pièce reçoit une bonne critique et des articles assez positifs dans la plupart des journaux de l'époque dont le quotidien Gil Blas qui dans sa critique du 24 octobre 1909 (soit le lendemain de la première représentation) reconnait que « cette nouvelle fantaisie de M. Gavault est adroite, gaie, doucement émue ». La revue hebdomadaire dénommé Journal amusant se présentant comme un journal comique, critique et satirique publie dans son édition du 6 novembre 1909, un très bon commentaire, notamment à l'égard de l'actrice qui tient le rôle titre, Marthe Régnier.
Le public semble, lui aussi, faire bon accueil aux « intelligents interprètes qui mettent en relief cette fraiche comédie » comme l'indique le journal La Vedette dans sa rubrique « Théâtre » du 12 février 1910.

## Adaptation et postérité

### Au cinéma
Cette pièce de théâtre a bénéficié de plusieurs adaptations cinématographiques effectués par des réalisateurs français différents : André Liabel en 1913 (film muet), Albert Capellani en 1918, René Hervil en 1927, Marc Allégret en 1932 (avec notamment Raimu dans le rôle de Félicien Bédarride) et André Berthomieu, en 1950.

### Au théâtre
Cette pièce sera jouée à l'Alhambra de Lille avec Simone Dulac, ensuite interprétée par la troupe du Théâtre de l'Odéon dans les années 1930 avec notamment le comédien Henri Vilbert.